# جردن (مینه‌سوتا)
جردن (به انگلیسی: Jordan) شهری در شهرستان اسکات ایالت مینه‌سوتا در کشور ایالات متحده آمریکا است که جمعیت آن در سرشماری سال ۲۰۱۰ میلادی، ۵۴۷۰ نفر بوده‌است.